# Джинса
Джинса́ — сленгове слово, яке використовується переважно в медійній спільноті. Синонім терміна «прихована реклама». Означає зумисну приховану рекламу чи антирекламу, подану у вигляді новин, авторських текстів, аналітики й телевізійних програм тощо.
Джинса поділяється на комерційну та політичну. У першому випадку рекламують товари чи послуги певної компанії, в другому — політичних діячів.
Від продакт-плейсменту, де замовник намагається наголошувати на певному товарі чи торговій марці (наприклад, показ у фільмах певних марок автомобілів, телефонів, одягу тощо), джинса відрізняється формою подачі матеріалу, а саме: намаганням замаскувати її під журналістські матеріали. Тож ідеться про обман читача, якого не повідомляють про рекламний зміст матеріалу.
Зазвичай джинса розміщується з відома керівництва редакції, яке або дає завдання журналістам створити джинсовий матеріал на задану тему, або розміщує уже готовий джинсовий матеріал, отриманий від замовника, серед реальних інформаційних матеріалів. У рідкісних випадках, можливе несанкціоноване розміщення джинси самим журналістом.
Джинса вважається грубим порушенням професійних журналістських стандартів та Етичного кодексу українського журналіста.
Одна з версій походження терміна, за версією журналістів інтернет-видання «Телекритика», — це джинси, в кишеню яких кладеться гонорар за підготовку та/або розміщення замовних матеріалів.

## Ознаки джинси
Медіаексперти визначають три напрямки джинси: політичну, комерційну, та іміджеву. Кожен напрямок має свої специфічні ознаки.
Політична джинса — замовниками її є політичні партії, окремі політики або люди, які мають політичні інтереси; за допомогою таких матеріалів ці гравці намагаються підвищити свій рейтинг або понизити рейтинг конкурентів

### Ознаки політичної джинси
- Серія матеріалів присвячена одному політику або політичній силі, більшість матеріалів не є суспільно важливими, можуть бути як позитивного, так і негативного характеру.
- Один і той самий матеріал трапляється одночасно в кількох ЗМІ, до того ж у деяких він може знаходитись під рубриками, які ідентифікують рекламу.
- Матеріали, що легалізують дії певних політиків (незбалансовані, лише позитив), які можуть бути непопулярні в суспільстві.
- Просування певної популярної в суспільстві ідеї певним політиком.
- Експертні матеріали, що просувають певну політичну силу, політика або ж політичну ідею (теж незбалансовані й лише позитивні).
- Нетипові ознаки політичної джинси:
- Матеріал висвітлює наміри політика, що наразі не підтверджені дією.
- Просування політичної ідеї.

Комерційна джинса — замовниками цього типу джинси є комерційні компанії, спрямована вона на просування певного товару, послуги чи самої компанії, з метою збільшення доходів компанії. До цього типу джинси також можна віднести матеріали групи компаній, які спрямовані на ухвалення або ж не ухвалення певних державних рішень.

### Ознаки комерційної джинси
- Матеріали направлені на просування певної торгової марки або товару чи послуги певної торгової марки.
- У матеріалі безпідставно акцентується увага лише на позитивних або негативних характеристиках суб'єкта.
- У матеріалах містяться елементи, які сприяють реалізації товарів, робіт або послуг одного суб'єкта (номери телефонів, посилання на сайти).

### Нетипові ознаки комерційної джинси (не завжди означають замовність)
- Матеріали просувають певні законопроєкти, що необхідні виробникам певних товарів чи послуг, або ж нівелюють законопроєкти, що їм зашкодять.
- Матеріали пропагують ідею, яка стимулює вживання певних товарів чи послуг.
- Матеріали направлені передусім на отримання коштів.
- У матеріалі є зображення певної конкретної торгової марки.

Іміджева джинса — матеріали, замовниками яких є благодійні фонди, релігійні структури та державні органи. Такі матеріали можуть не бути прямо пов'язані з політичною чи економічною вигодою, вони підтримують соціальний рейтинг та впізнаваність таких структур.

## Приклади джинси
У травні 2011 року було проведено журналістський експеримент. До комерційного директора одеського телеканалу «АТВ» звернувся чоловік, який представився бізнесменом Андрієм Бокучем. Він попросив зняти й пустити в ефір сюжет про конфлікт на його підприємстві «Агротех». Телеканал погодився це зробити за 600 доларів. Сюжет вийшов у вечірньому випуску новин. При цьому жодного підприємства «Агротех» насправді не існувало. Проте керівництво каналу навіть не перевіряло цього, не кажучи вже про спроби розібратися в конфлікті абощо.
Процес переговорів із керівництвом каналу було відзнято прихованою камерою й викладено в мережі. Також громадська рада при Національній раді України з питань телебачення і радіомовлення виносила рішення щодо розміщення на телеканалах ICTV, АТБ, Київ джинси, поданої у вигляді новин.
У липні 2011-го — масове розмноження статті Клюєва в газетах Київщини, Полтавщини, Миколаївщини.
У жовтні 2011-го в чотирьох волинських виданнях з'явилися однакові матеріали з тезами Путіна про Єдиний економічний простір.
12 грудня в газеті «Известия в Украине» з'явилося інтерв'ю Медведчука, в якому прозвучали його тези проти вступу України до Євросоюзу й про переваги Митного союзу з Росією. Відразу після цього регіональні газети передрукували інтерв'ю Медведчука. Щонайменше десять видань Заходу України синхронно розмістили на своїх шпальтах цей матеріал.

## Моніторинг джинси в Україні
В Україні моніторингом джинси та неналежного маркування займається Інститут масової інформації (ІМІ).
Згідно з моніторингового звіту ІМІ за другий квартал 2020 року, не було виявлено жодного замовного матеріалу, тобто джинси на сайтах «Ліга», «Укрінформ», «Український тиждень», «Українська правда», «Новое время», «Букви» та «Суспільне».
Основним замовником джинси в онлайн-медіа вже другий квартал поспіль у 2020 році залишається партія «Опозиційна платформа — За життя (ОПЗЖ)». На неї припадає в середньому 31 % матеріалів з ознаками замовлення, тоді як на всі інші політичні сили разом — 12 % матеріалів.
На другому місці серед основних замовників джинси в онлайн-медіа — комерційні компанії, на які припало 30 % таких матеріалів. Проти попереднього моніторингового періоду кількість замовних матеріалів у медіа від комерційних компаній упала на 2 %.
У досліджуваний період співвідношення політичної та комерційної джинси становило відповідно 64 % і 36 %.
Сайтами-антилідерами з розміщення матеріалів з ознаками замовлення стали «Znaj.ua» (88 матеріалів), «NewsOne» (63 матеріали, виявлених протягом тижня моніторингу, переважно на користь ОПЗЖ), «112.ua» (48 матеріалів, переважно на користь ОПЗЖ).